# Consolidated A-11
Consolidated A-11 (Consolidated Model 27) – amerykański samolot szturmowy z lat 30., zaprojektowany dla United States Army Air Corp (USAAC) w wytwórni Consolidated Aircraft jako udoskonalona wersja samolotu Detroit-Lockheed Y1A-9.  Wyprodukowano tylko pięć samolotów tego typu.

## Historia
Po bankructwie krótko istniejącej firmy Detroit-Lockheed, prawa do budowy samolotów tej firmy oraz ich plany zostały przejęte przez wytwórnię Consolidated Aircraft, która także zatrudniła jednego z głównych projektantów tej firmy Roberta J. Woodsa.  Woods kontynuował prace nad zaprojektowanymi w Detroit-Lockheed samolotami YP-24 i Y1A-9.  W porównaniu z ich poprzednikami samoloty Consolidated, odpowiednio Consolidated Y1P-25 i Y1A-11 (Consolidated Model 27), miały konstrukcję całkowicie metalową (samoloty Detroit-Lockheed miały drewnianą konstrukcję skrzydeł) i były nieco poprawione aerodynamicznie.  Wersja szturmowa Y1A-11 różniła się od wersji myśliwskiej Y1P-25 silniejszym uzbrojeniem strzeleckim (dwa dodatkowe karabiny maszynowy 7,62 mm w skrzydłach), zewnętrznymi zaczepami na bomby i brakiem turbosprężarki, jako że samolot szturmowy miał operować tylko na stosunkowo niewielkich wysokościach.

### Y1A-11

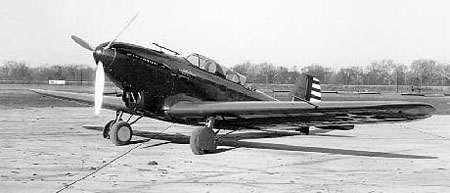
Consolidated Y1A-11

Pierwszy prototypowy samolot, Y1A-11 (numer seryjny 32-322) został dostarczony do bazy Wright Field w styczniu 1933.  Był to pierwszy amerykański samolot szturmowy z wciąganym podwoziem, mechanizm podwozia był bardzo prosty - pilot podnosił i opuszczał koła ręcznie, przy pomocy korby w kokpicie.  Wraz z Y1A-11 w tym samym czasie dostarczono jego myśliwską wersję Y1P-25, obydwa samoloty zostały rozbite w wypadkach zaledwie o kilka dni od siebie - Y1P-25 został zniszczony 13 stycznia 1933, a Y1A-11 rozbił się tydzień później - 20 stycznia.  Dochodzenie USAAC wykazało, że żaden z samolotów nie został rozbity z powodu błędów konstrukcyjnych i zamówiono serie produkcyjne obydwu samolotów.

### A-11

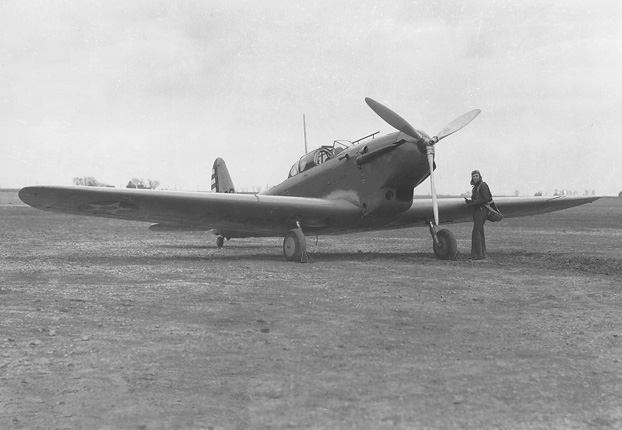
Consolidated A-11

Pierwsza, i zarazem ostatnia, seria produkcyjna samolotu liczyła cztery maszyny (numery seryjne 33-208/211) i została zamówiona 1 marca 1933.  W wersji produkcyjnej w samolocie dokonano szereg modyfikacji; trójpłatowe śmigło zostało zastąpione dwupłatowy, uproszczono mechanizm wciągania podwozia i usunięto klapy zakrywające koła.  Podobnie jak wersja prototypowa, także A-11 były napędzane silnikiem bez turbosprężarki, wersja myśliwska samolotu, P-30, miała turbosprężarkę umieszczoną po lewej stronie nosa samolotu.
Osiągi A-11 stawiały je wśród najlepszych samolotów USAAC w połowie lat 30., ale po pierwszej serii nie zamówiono już więcej samolotów tego typu.   Zdecydowano wówczas, że samoloty szturmowe powinny być napędzane chłodzonymi powietrzem silnika gwiazdowymi jako mniej podatnymi na uszkodzenia bojowe.

### XA-11A
Jeden z A-11 został przekazany wytwórni Bell Aircraft, gdzie służył jako latające laboratorium do testowania nowego silnika Allison XV-1710-7.  Allison V-1710 był chłodzonym cieczą silnikiem rzędowym V-12 i w czasie II wojny światowej był używany w wielu amerykańskich samolotach myśliwskich.